# Râul Váh
Râul Váh (în germană Waag, în maghiară Vág / Wágh) este, după Dunăre și Tisa, cel mai lung râu din Slovacia (390 km sau 403 km). Își are izvoarele în Slovacia Centrală, în Tatra Mică și Tatra Mare. Râul Váh izvorăște la Liptovský Hrádok prin confluența lui Biely Váh (în română Vahul alb) cu Čierny Váh (în română Vahul negru), cursul său străbătând câmpii largi și defileuri înguste din regiuni muntoase, după care face un semicerc larg și se varsă în Dunăre, în apropiere de Komárno, la est de Bratislava.

## Curs
După formare, râul Váh curge spre vest, străbate barajul de la Liptau (lângă Liptovský Mikuláš) și trece pe lângă Ružomberok (Rosenberg), continuându-și drumul spre orașul Martin. După Strečno, face o curbură spre Žilina, trece pe lângă cetățile din regiunea Trenčín, spre Nové Mesto nad Váhom și localitatea balneară Piešťany, ajungând în Câmpia slovacă a Dunării. Se varsă la Komarno în Dunărea Mică (ramura de nord a Dunării) după ce a traversat Trnava și a primit apele afluentului Nitra.
Râul Váh este navigabil pe cursul său inferior, în timp ce cursul superior rapid era folosit în trecut la transportul buștenilor cu ajutorul plutelor. Barajele construite de-a lungul cusrsului servesc nu numai la producerea de curent electric, ci și la prevenirea inundațiilor. Astăzi, plutele sunt folosite numai în scop turistic, pe cursul superior al râului, între lacul de acumulare Liptovská Mara (de lângă Liptovský Mikuláš) și Žilina.